# Oxholmen, Sibbo
Oxholmen är en ö i Finland. Den ligger i Finska viken och i kommunen Sibbo i den ekonomiska regionen  Helsingfors i landskapet Nyland, i den södra delen av landet. Ön ligger omkring 19 kilometer öster om Helsingfors.
Öns area är 2 hektar och dess största längd är 260 meter i öst-västlig riktning.